# 22449 Ottijeff
22449 Ottijeff è un asteroide della fascia principale. Scoperto nel 1996, presenta un'orbita caratterizzata da un semiasse maggiore pari a 2,3423719 UA e da un'eccentricità di 0,3528799, inclinata di 21,53957° rispetto all'eclittica.